# Jan Derksen
Jan Derksen (Geertruidenberg, 23 de gener de 1919 - Amsterdam, 22 de maig de 2011) va ser un ciclista neerlandès, que fou professional entre 1940 i 1964. Es dedicà al ciclisme en pista, especialitzant-se en la Velocitat. Va aconseguir tres campionats del món de la modalitat de velocitat, un d'amateur i dos de professionals; i tretze títols nacionals de l'especialitat. Va mantenir una forta rivalitat amb el seu compatriota Arie van Vliet.

## Palmarès
- 1939
  -  Campió del Món de velocitat amateur
  - 1r al Gran Premi de París en velocitat amateur
- 1942
  - 1r al Gran Premi de Copenhaguen en velocitat
- 1943
  -  Campió dels Països Baixos de velocitat
- 1946
  -  Campió del Món de velocitat
- 1949
  -  Campió dels Països Baixos de velocitat

1950
- - 1r al Gran Premi de París en velocitat
- 1951
  - 1r al Gran Premi de Copenhaguen en velocitat
- 1952
  -  Campió dels Països Baixos de velocitat
- 1953
  -  Campió dels Països Baixos de velocitat
- 1954
  -  Campió dels Països Baixos de velocitat
- 1955
  -  Campió dels Països Baixos de velocitat
- 1957
  -  Campió del Món de velocitat
  -  Campió dels Països Baixos de velocitat
- 1958
  -  Campió dels Països Baixos de velocitat
  - 1r al Gran Premi de París en velocitat
- 1959
  -  Campió dels Països Baixos de velocitat
- 1960
  -  Campió dels Països Baixos de velocitat
- 1961
  -  Campió dels Països Baixos de velocitat
- 1962
  -  Campió dels Països Baixos de velocitat
- 1963
  -  Campió dels Països Baixos de velocitat